# Wojciech Szuchnicki
Wojciech Szuchnicki, né le 17 décembre 1976 à Gdańsk, est un escrimeur polonais, pratiquant le fleuret. En individuel, il atteignit deux fois la deuxième position des Championnats de Pologne. En équipe, il fut notamment sacré de bronze aux Championnats du monde d'escrime 1999 de Séoul.

## Palmarès

### Championnats du monde
- 1999 à Séoul, Corée du Sud
  -  Médaille de bronze en fleuret par équipes

### Championnats d'Europe
- 2006 à Izmir, Turquie
  -  Médaille d'argent en fleuret par équipes
- 2004 à Copenhague
  -  Médaille d'argent en fleuret par équipes
- 2001 à Coblence, Allemagne
  -  Médaille de bronze en fleuret par équipes
- 1999 à Bolzano, Italie
  -  Médaille de bronze en fleuret par équipes

### Championnats de Pologne
- en 1999 et 2005:
  - 2  Champion de Pologne de fleuret